# TGH (госпиталь)
Крупная учебная больница в городе Торонто, провинция Онтарио, Канада. Является учебным корпусом для медицинского факультета Университета Торонто.
Больница общего профиля в Торонто (TGH) — крупная учебная больница в Торонто, провинция Онтарио, Канада, и флагманский кампус University Health Network (UHN). Она расположена в районе Дискавери в центре Торонто вдоль госпитального ряда Юниверсити-авеню; она находится непосредственно к северу от больницы для больных детей, через Джеррард-стрит к западу и к востоку от онкологического центра принцессы Маргарет и больницы Маунт-Синай. Больница служит учебным заведением для медицинского факультета Университета Торонто. В 2019 году она девятый год подряд заняла первое место в Канаде (по исследованиям Research Infosource.)
В настоящее время в отделении неотложной помощи ежегодно проходит лечение 28 065 человек. В больнице также находится крупнейшая в Онтарио служба трансплантации, выполняющая операции по пересадке сердца, легких, почек, печени, поджелудочной железы и тонкой кишки, среди прочего, пациентам, направленным со всей Канады. Больница является крупнейшим центром трансплантации органов в Северной Америке, где в 2017 году было проведено 639 операций.
Больница также известна кардиохирургией и торакальной хирургией. Первые в мире одиночные и двойные трансплантации легких были выполнены в TGH в 1983 и 1986 годах, а первая в мире Клапаносохраняющая замена корня аорты была проведена Тироном Дэвидом в больнице общего профиля в Торонто в 1992 году.
Программа трансплантации легких в настоящее время является крупнейшей в мире, в 2017 году было выполнено 167 операций по пересадке легких. В 2015 году хирурги провели первую в мире тройную трансплантацию органов (легких, печени и поджелудочной железы) 19-летнему Рейду Уайли в больнице общего профиля в Торонто. TGH обучает врачей-резидентов, медсестер и техников; он также проводит исследования через Институт общих исследований в Торонто. В настоящее время Софи, графиня Уэссекс, как член канадской королевской семьи, является покровительницей больницы.

## История

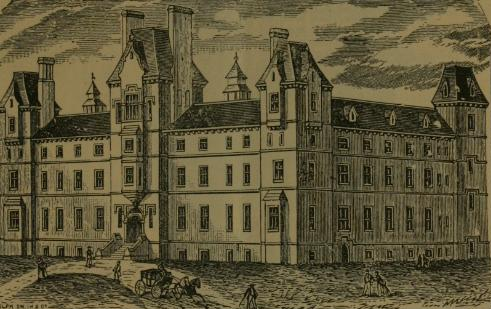
Больница Торонто в 1895 году в том виде в котором она появилась

История больницы восходит к её скромным началам в старой части города, где в то время находилось небольшое здание. Это место, хоть и небольшое, но важное, во время войны 1812 года служило военным госпиталем Британской армии, подчеркивая свою важность и значимость для здравоохранения и обслуживания военнослужащих. После чего в 1829 году была основана как постоянное учреждение — Йоркская больница общего профиля — на Джон-стрит и Кинг-стрит (сейчас здесь находится Bell Lightbox). В 1855 году по проекту архитектора Уильяма Хэя на северной стороне Джеррард-стрит, к востоку от Парламента, было построено новое здание для больницы. В 1913 году больница переехала на Колледж-стрит, недалеко от своего нынешнего местоположения, расширяясь и модернизируясь в последующие годы. Здание 1913 года, известное как Крыло колледжа, в конечном итоге было продано больницей. Оно нашло новое предназначение в качестве дома для района МаРС Дискавери после завершения и открытия нового крыла для TGH в 2002 году. Этот шаг отметил не только эволюцию больницы, но и ее стремление к инновациям и современным методам обучения и исследований в медицинской сфере.

## Центр Центр трансплантации в Аджмере
Больница общего профиля в Торонто была крупнейшим центром трансплантации органов в Северной Америке в 2017 году, проведя в общей сложности 639 трансплантаций
- Lung — TGH провела 167 операций по пересадке легких, что делает её крупнейшей программой по пересадке легких в мире[6]
- Liver — TGH провела 195 операций по пересадке печени, 39 из которых были сделаны живым донором в 2017 году, что делает программу крупнейшей в Северной Америке[6]
- TGH выполнила 202 операции по пересадке почек, 65 из которых были трансплантациями от живых доноров, что делает программу крупнейшей в Канаде
- В 2017 году Heart — TGH провела 34 операции по пересадке сердца, что сделало программу крупнейшей в Канаде
- В 2018 году Pancreas — TGH провела 8 операций по пересадке поджелудочной железы, что сделало программу крупнейшей в Канаде.
- В 2017 году TGH выполнила 34 операции по пересадке почки и поджелудочной железы, что делает программу крупнейшей в Канаде.
- В 2018 году TGH выполнила 1 пересадку тонкой кишки.

## Кардиологический центр Питера Мунка
В больнице общего профиля в Торонто находится Кардиологический центр Питера Манка (PMCC), который является одним из крупнейших центров открытого сердца в Канаде и занимает первое место в Канаде и входит в десятку лучших в Северной Америке по академической производительности
 Многие клинические открытия в области сердечно-сосудистой помощи были проведены в TGH. Центр назван в честь Питера Манка, основателя и председателя Barrick Gold Corporation, который пожертвовал 100 миллионов долларов в 2017 году, что стало крупнейшим пожертвованием больнице в истории Канады. С 1993 года он пожертвовал больнице в общей сложности 175 миллионов долларов